# FA Women's Community Shield
FA Women's Community Shield är en fotbollstävling för damer i England. Tävlingen hade premiär år 2000 och precis som herrsidans FA Community Shield, som hade premiär 1908, handlar det om möte mellan seriesegrarna och cupsegrarna, i detta fall liga mästarna och FA Women's Cup.

## Segrare
- 2000 - Arsenal LFC
- 2001 - Arsenal LFC
- 2002 - Fulham LFC
- 2003 - Fulham LFC
- 2004 - Charlton Athletic LFC
- 2005 - Arsenal LFC
- 2006 - Arsenal LFC
- 2007 - spelades inte
- 2008 - Arsenal LFC
- 2009 - spelades inte
- 2010 - spelades inte
- 2011 - spelades inte
- 2012 - spelades inte